# Lullabies to Paralyze
Albums de Queens of the Stone Age
Songs for the Deaf
(2002) Era Vulgaris
(2007)
Lullabies to Paralyze est le quatrième album du groupe de stoner rock Queens of the Stone Age paru en 2005. Le titre de l'album est repris des paroles de la dernière chanson de Songs for the Deaf, Mosquito Song. La chanson In My Head fait partie de la bande-son du jeu vidéo Need for Speed: Underground 2, et la chanson Little Sister de celle du jeu vidéo Midnight Club 3 : DUB edition.

## Liste des titres
| 1.    | This Lullaby                           | 1:23 |
| 2.    | Medication                             | 1:54 |
| 3.    | Everybody Knows That You're Insane     | 4:14 |
| 4.    | Tangled Up in Plaid                    | 4:13 |
| 5.    | Burn the Witch                         | 3:35 |
| 6.    | In My Head                             | 4:00 |
| 7.    | Little Sister                          | 2:54 |
| 8.    | I Never Came                           | 4:47 |
| 9.    | Someone's in the Wolf                  | 7:16 |
| 10.   | The Blood Is Love                      | 6:37 |
| 11.   | Skin on Skin                           | 3:44 |
| 12.   | Broken Box                             | 3:00 |
| 13.   | "You've Got a Killer Scene There, Man" | 6:50 |
| 14.   | Long Slow Goodbye (+ hidden track)     | 5:12 |
| 15.   | Like a Drug                            | 3:16 |
| 59:26 |                                        |      |

## Crédits
Toutes les chansons sont écrites par Josh Homme (paroles) et composées par Josh Homme, Troy Van Leeuwen et Joey Castillo sauf :
- Medication, Tangled Up in Plaid et Long Slow Goodbye écrites par Josh Homme et Mark Lanegan.
- In My Head composée par Josh Homme, Troy Van Leeuwen, Joey Castillo, Josh Freese et Alain Johannes.

### Membres principaux
- Josh Homme – Chant, guitare, basse, percussions, batterie et piano.
- Troy Van Leeuwen – Guitare, basse, lap-steel, piano, claviers, chœurs.
- Joey Castillo – Batterie, percussions et piano.

### Musiciens supplémentaires
- Alain Johannes – Guitare (5 - 7, 11) basse (3, 4, 9, 10) flûte et marxophone (9) chœurs (12).
- Mark Lanegan – Chant principal (1) et choeurs (5, 13).
- Chris Goss – Chœurs (9, 13).
- Brody Dalle – Chœurs (13).
- Shirley Manson – Chœurs (13).
- Jesse Hughes – Flûte sur (9).
- Dave Catching – Guitare (10).
- Billy Gibbons – Guitare (5, 15) et chœurs (5).
- Joe Barresi – Triangle (4).
- The Main Street Horns – Tubas et trombone (8, 9, 11).

## Certifications
| Pays                  | Certification |
| --------------------- | ------------- |
| Australie (ARIA)      | Or            |
| Belgique (BEA)        | Or            |
| Canada (Music Canada) | Or            |
| Royaume-Uni (BPI)     | Or            |